# Saint-André-Farivillers
Saint-André-Farivillers là một xã ở tỉnh Oise Hauts-de-France phía bắc Pháp. Xã Saint-André-Farivillers nằm ở khu vực có độ cao trung bình 100 mét trên mực nước biển.